# پادشاه مونسونگ
پادشاه مونسونگ ( ۸۳۹ میلادی تا ۸۵۷ میلادی) ( هانگول : 문성왕 ) ( هانجا : 文圣王 ) چهل و ششمین پادشاه شیلا بود.